# John Henry Frederick Bacon

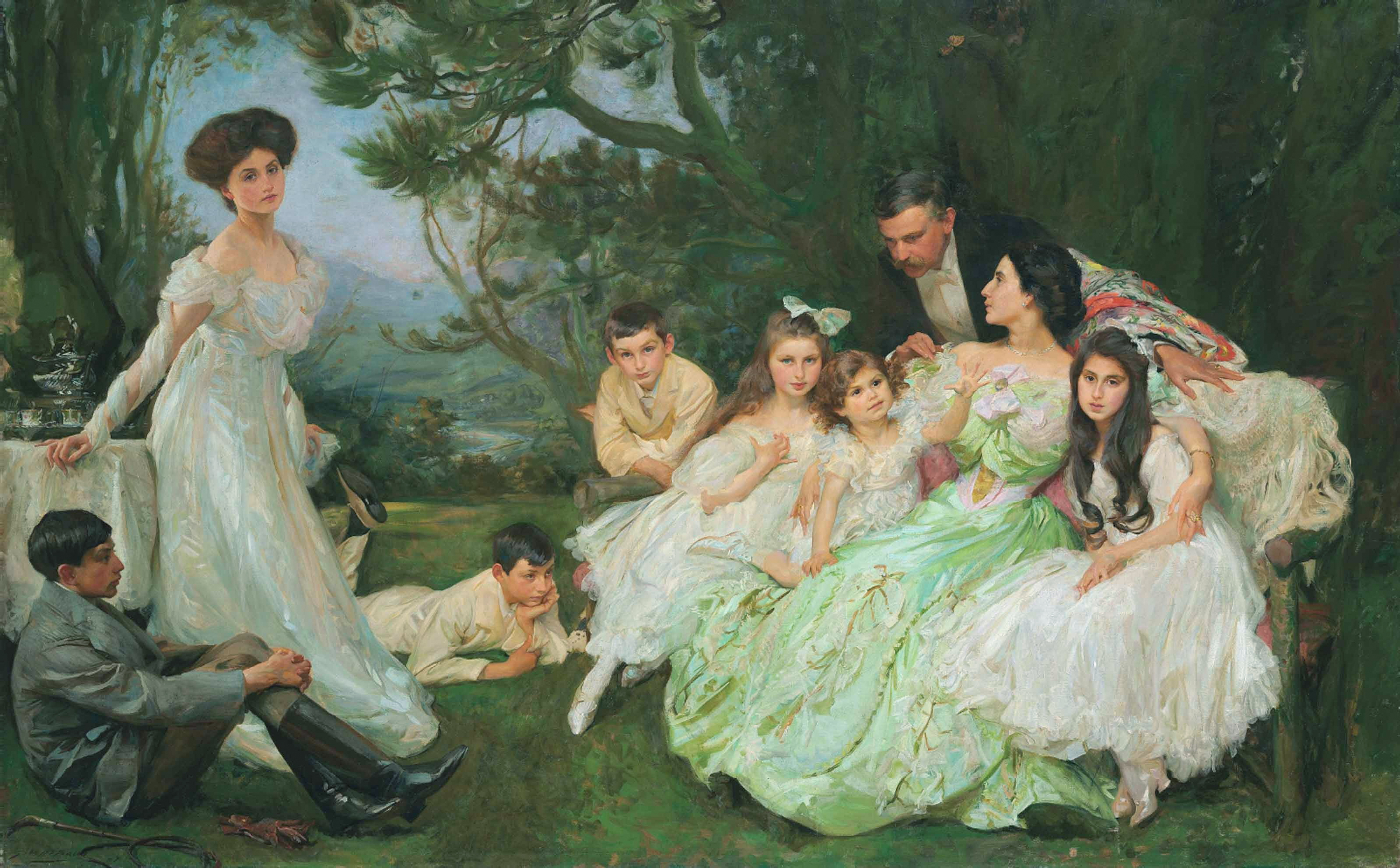
La mariposa dorada - La Familia Harvey

John Henry Frederick Bacon  (4 de noviembre de 1865-24 de enero de 1914) fue un pintor británico e ilustrador de pintura de género, historias y escenas de biblia, y retratos.

## Vida y trabajo
Fue el segundo hijo del litográfo John Cardanall Bacon, y su talento artístico se mostró desde una edad joven. Entrenó su talento en la Escuela de Arte de Westminster y la Real Academia en Londres. En su adolescencia adquiere reputación como un ilustrador excepcional en el estilo blanco y negro, y a la edad de 18 años es llevado a una gira profesional a la India y a Birmania.
En su regreso a Inglaterra, en 1889, Bacon exhibió "El Pueblo Verde" y "Nevermore" en la Real Academia y en aquel entonces era un exhibicionista regular. Fue un exitoso pintor de trabajos religiosos, como "La Paz esta en vosotros" (1897), Gethsemane (1899); escenas históricas, como "el homenaje que da, Abadía de Westminster" (por la coronación de Eduardo VII), "La ceremonia de Coronación de Jorge V" (1911), "Voluntarios de la Ciudad Imperial de Londres regresando a Londres de Sudáfrica el lunes 29 de octubre de 1900"; así como retratos y escenas de género - como "Una Mañana de Boda" (1892) "Una Confesión de Amor" (1894), Rivales (1904) etc.  Fue un miembro de la Real Academia (ARA) y se le otorgó el MVO (Miembro de la Real Orden Victoriana) por destacado servicio al Rey. Bacon ilustró libros así como revistas y periódicos.
Bacon se casó en 1894 y tomó su residencia en "Casa de Pilar" en Harwell, Berkshire (actual Oxfordshire). tuvo 7 hijos. Murió de una bronquitis aguda el 24 de enero de 1914 con solo 49 años.

## Trabajos célebres

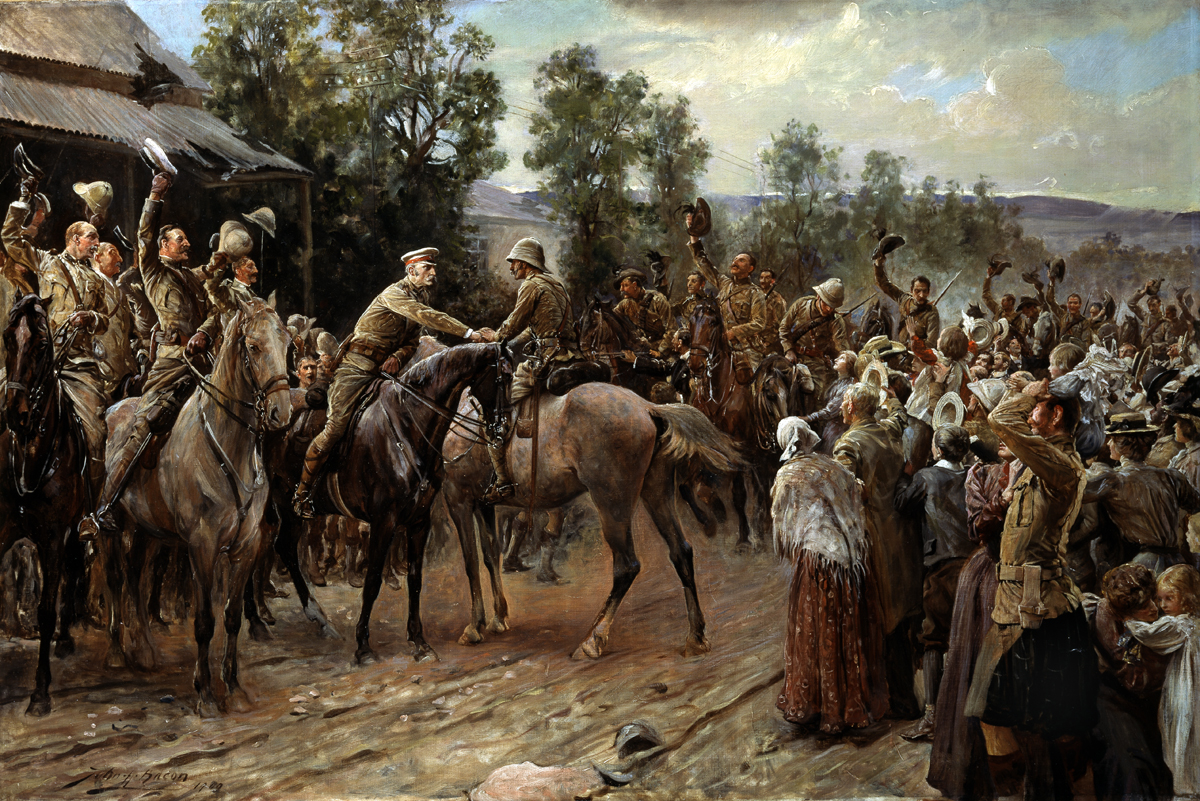
Relief of Ladysmith describiendo Sir George Stuart White saludando al Mayor Hubert Gough el 28 de febrero de 1900

- La Mañana de Boda, John Henry Frederick Bacon (Galería de Arte de Palanca de Señora)
- Retrato de Michael Lewis Myers, 1906 (Tate Britain)

## Libros ilustrados(seleccionados)
- Ebbutt, Maud Isabel. Héroe-leyendas & de mitos de la carrera británica (Nueva York: T.Y. Crowell & Company, 1910).
- Squire, Charles. Mitos y Leyendas celtas, poesía & romance (Londres: Gresham).
- Dickens, Charles. Little Dorrit (Gresham, 1912)